# Municipio de Tlatlauquitepec
El municipio de Tlatlauquitepec es un municipio del estado de Puebla, México cuya cabecera municipal es la Ciudad de Tlatlauquitepec, se localiza en la Sierra Nororiental de Puebla y forma parte de la Región de Teziutlán siendo el segundo municipio más poblado y el segundo más extenso de la región solo superado por Hueytamalco y Teziutlán respectivamente. El 28 de noviembre de 2012, la ciudad fue declarada Pueblo Mágico, convirtiéndose en el sexto del Estado de Puebla en recibir esta distinción.
Cuenta con una población cercana a los 60,000 habitantes y una extensión territorial de 294.15 km², limitando con los municipios de Cuetzalan al norte, Chignautla, Atempan y Yaonáhuac al Oriente, con Cuyoaco al Sur y Zautla, Zaragoza y Zacapoaxtla al Poniente.

## Toponimia
El nombre de Tlatlauquitepec proviene de la lengua Náhuatl , habiendo para su significación diversas interpretaciones, una de ellas es “El cerro que colorea” de los vocablos “Tlatlahui” que significa colorear y “tepetl” que significa cerro. Otra interpretación es de “tlatla” que significa arder y “tepetl” que significa cerro, “lugar del cerro que arde”. Ambas interpretaciones referidas al “Cerro Cabezón”.

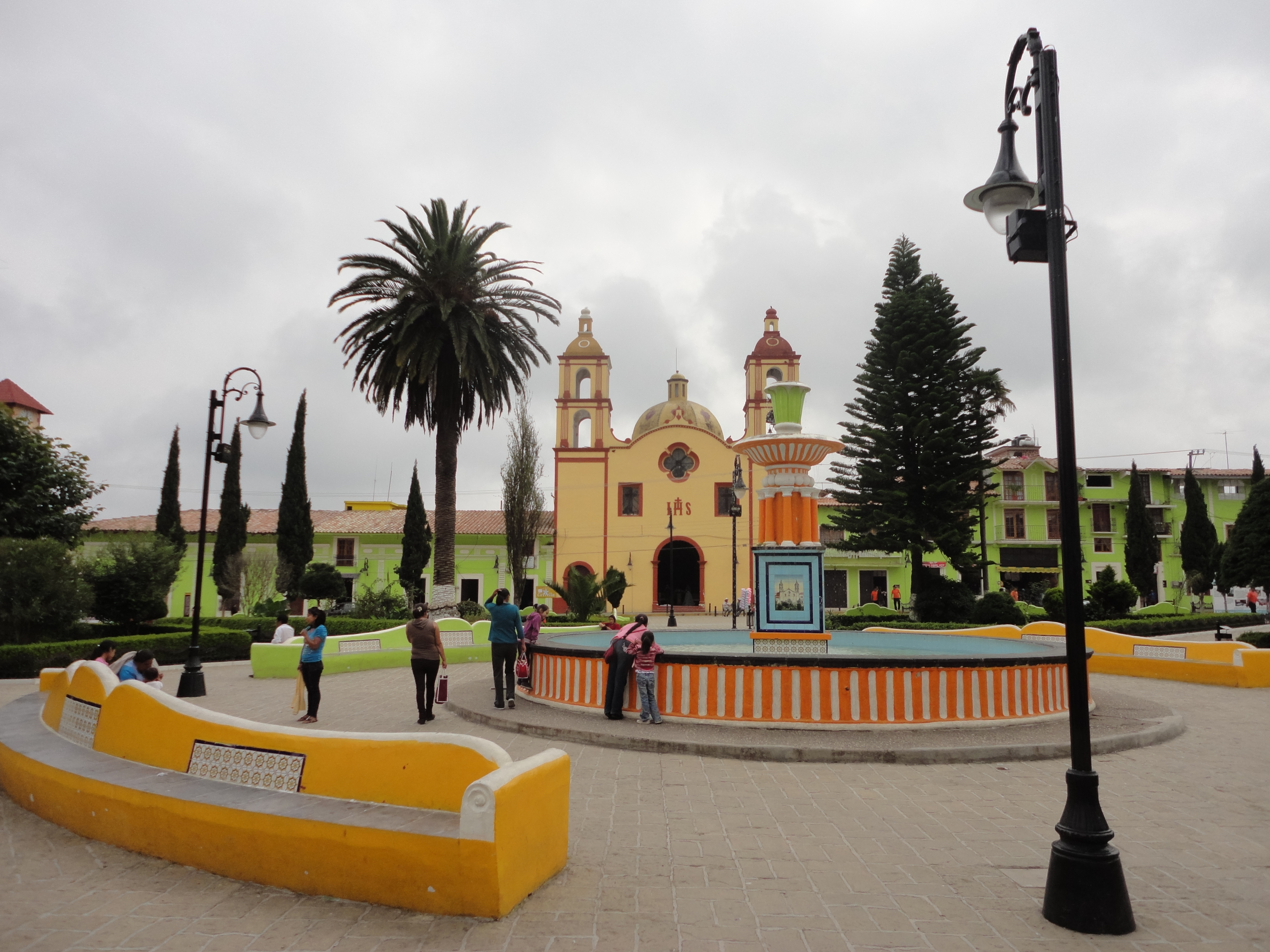
Plaza Principal

## Historia
A principios del siglo XVI, Tlatlauquitepec fue habitado por pequeños grupos olmecas, posteriormente se asentaron grupos toltecas y durante la expansión del imperio azteca, llegaron los Chichimecas, quienes se remontaban para no ser sometidos a México-Tenochtitlán. Fue sede del señorío prehispánico con el mismo nombre, el cual manejaba los tributos que entregaban varios pueblos de la región cada 80 días a los Mexicas. Tres años después de la caída del Imperio azteca, hacia 1524, se sometió el señorío de Tlatlauquitepec al régimen de encomiendas, mismo lo que hoy es Teziutlán, Tlatlauquitepec y Hueytlalpan, los encomenderos de Tlatlauquitepec fueron: Jacinto Portillo o Pedro Cindos de Portillo llamado Fray Cintos por los indígenas locales y Hernando de Salazar, antiguos conquistadores.

### Historia religiosa

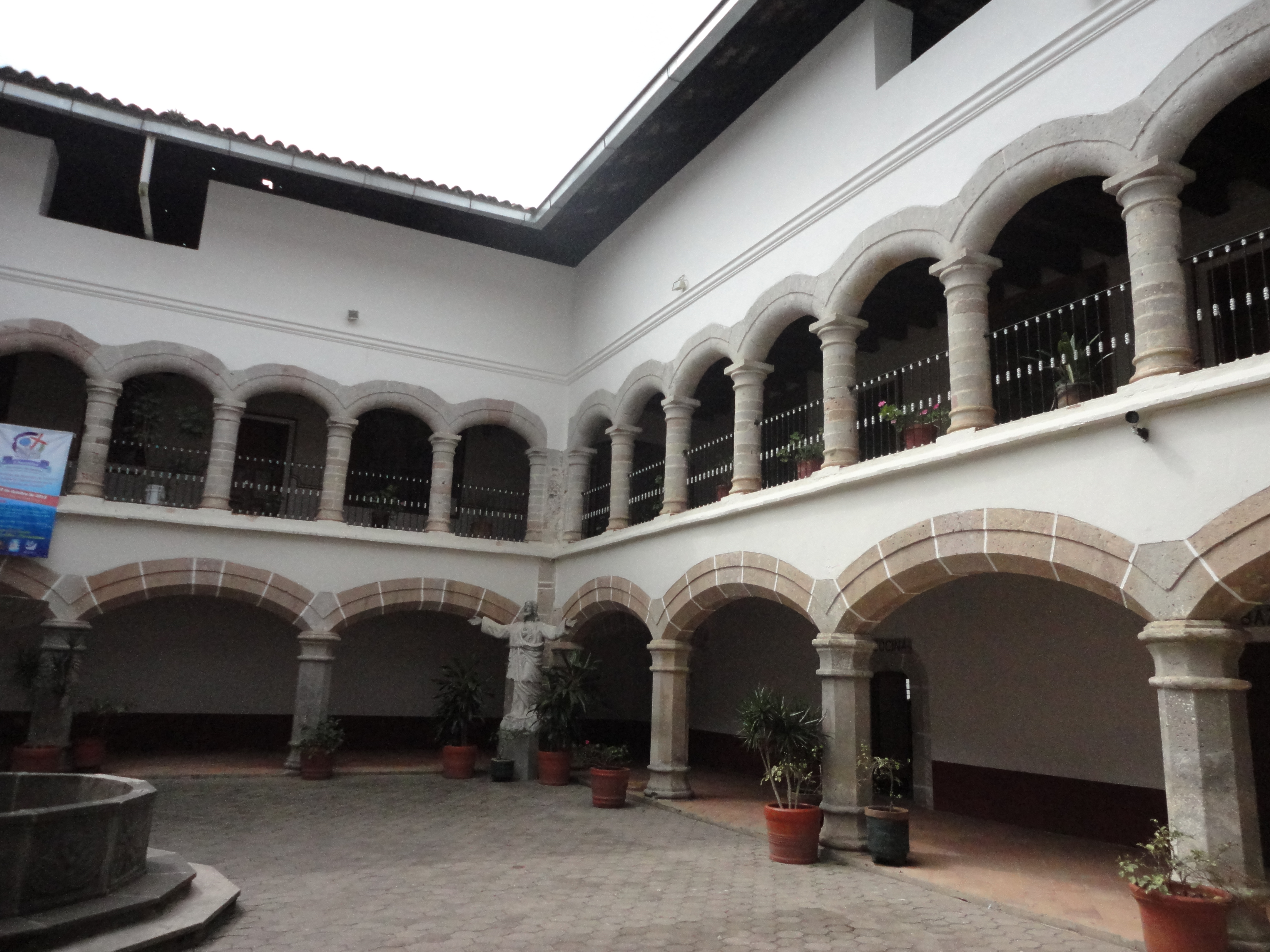
Patio central del convento

Estuvo a cargo de los Franciscanos venidos desde Tlaxcala, se presume que ya incursionaban por esta parte de la Sierra en 1526, quienes fundaron casas conventuales en Tlatlauhquitepec, cerca de 1531. Hueytlalpan cerca de 1535 e Ixtacamaxtitlán en 1548, todas atendidas por un guardián y dos religiosos llevando desde ahí el Evangelio a todos los Pueblos de la Sierra y de la costa, Yaonahuac, Atempan, Chignautla, Teziutlán, Ayotoxco, Tenampulco, Papantla, Tuxpan, Zacapoaxtla, Nauzontla, Zautla, Xonotla y Cuetzalan, lugares en los que fundaron Iglesias y Pueblos.
En el año de 1531, se erige el convento de Santa María de la Asunción Tlatlauquitepec, de la orden Franciscana, siendo el primer convento de paso en América, convertido ahora en casa cural.
Los Franciscanos entregaron al clero secular sus casas y parroquias en 1567. En 1605 aparece su primer Cura, Don Lorenzo de Orta, natural de Atlixco.

### Historia del pueblo

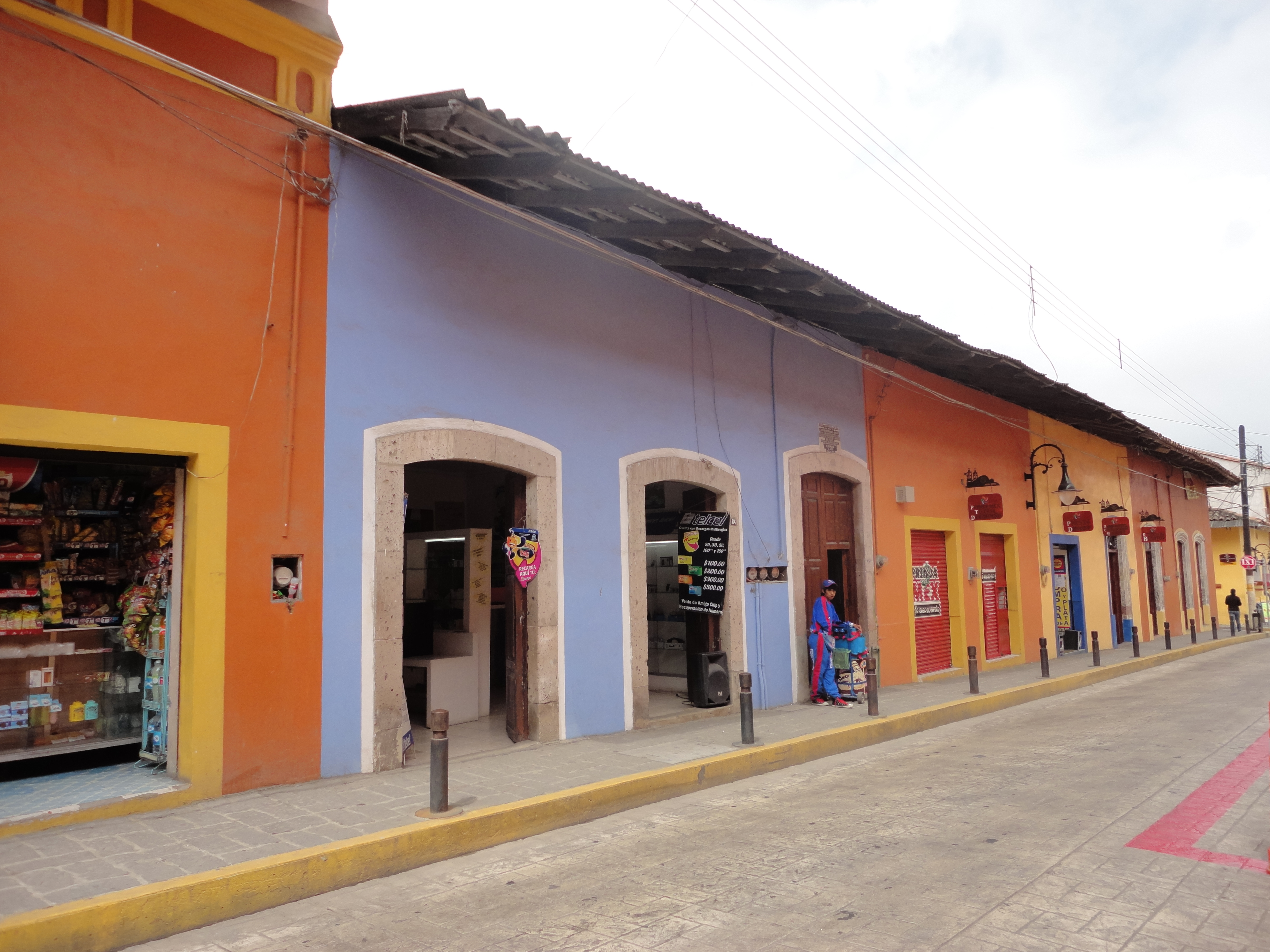
Comercios con fachada típica

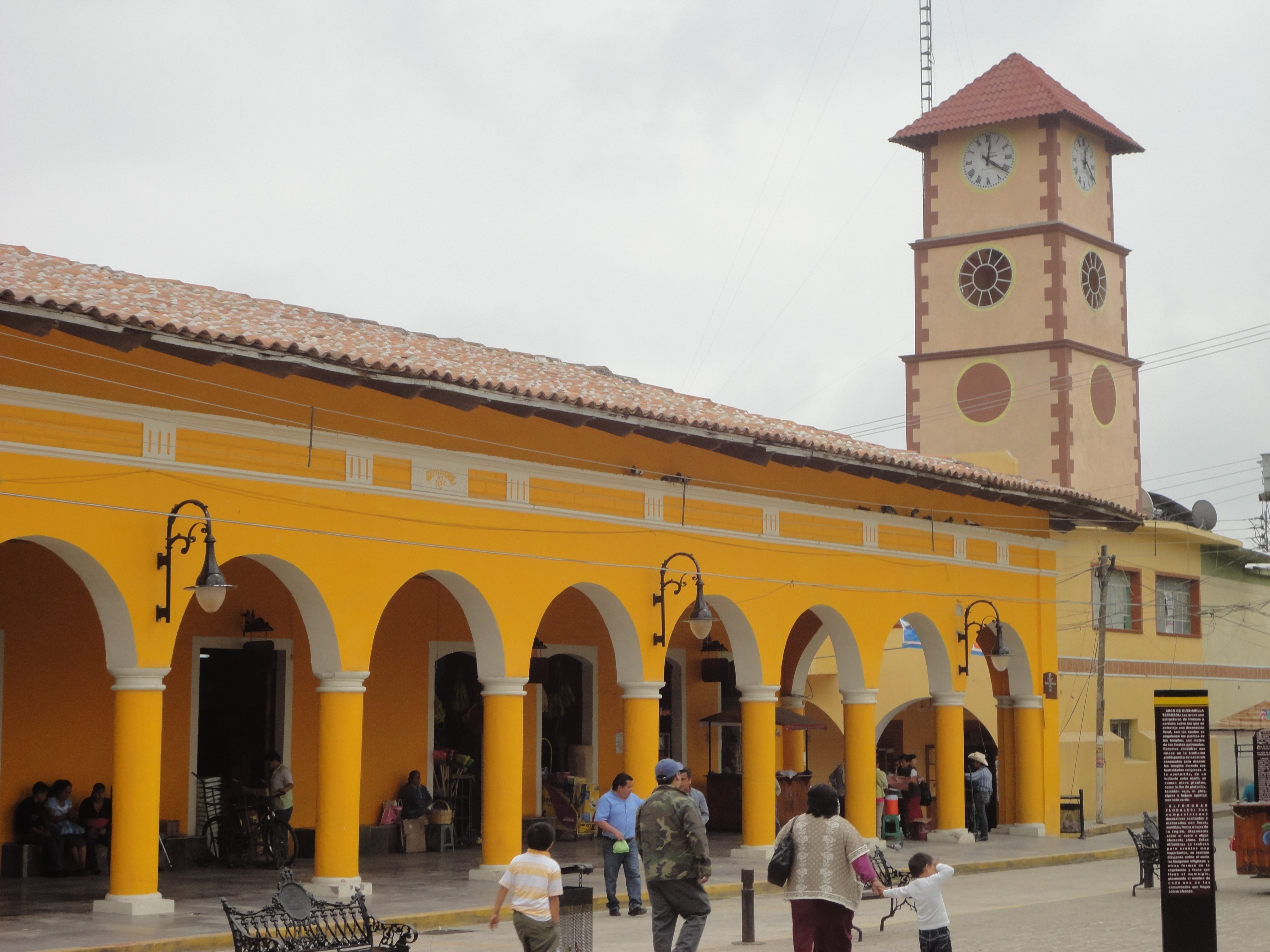
Portales

En el año de 1535 el 3 de junio, el Pueblo de Tlatlauquitepec pasó a ser corregimiento por disposición de la segunda real audiencia, siendo su primer Corregidor Alonso Cuello de las Casas. Al pasar a residir el Corregidor a San Juan Ixtacamaxtitlán (Libres), la autoridad recayó en Tenientes de partido, Justicias mayores y Gobernadores. Pero en el Siglo XVII Tlatlauquitepec era sede de Alcaldes mayores.
Fue muy escasa la participación del Pueblo en estos movimientos armados. Quizás ello se debiera a lo pequeño en cuanto a Población y a gentes de carácter. Para la Guerra de Independencia los Anales registran a San Juan de los Llanos, Zacapoaxtla, Zacatlán y los Llanos de Apan como Pueblos participantes, al frente de los cuales figuran el Sedicente Mariscal de Campo Juan Francisco Osorno y el Coronel José Antonio Arroyo. Durante la Guerra de Reforma fue muy notoria la oposición al Gobierno de Benito Juárez y a sus leyes, pues auspiciado por el Cura de aquel tiempo, Don Ramón Vargas, nativo de esta tierra, tenía a sus órdenes un Indio llamado Cenobio, “El Cantero”,  quien con un ejército de Indígenas de los barrios de Tzinacantepec y Tepeteno, armados de buenos fusiles imponían su voluntad a las Autoridades. Y hasta el Gobierno del Estado se alarmaba cuando se declaraba opuesto a las disposiciones y leyes vigentes. La Guarida ordinaria del “Cantero” era el rancho de Acuaco, propiedad de los Vargas. Este Indio estaba revelado para evitar que en Tlatlauquitepec se llevaran a cabo las leyes de reforma, especialmente la del 25 de junio de 1856 (desamortización de los bienes del clero).Tlatlauquitepec se pronunció a favor de la intervención Francesa y Lalane entró y pasó por Zacapoaxtla el 11 de septiembre de 1863 con 1400 hombres y 500 caballos.El 6 de febrero de 1864 Kodolich se apodera de Teziutlán y ante este hecho, Tlatlauquitepec se adhiere al imperio, siendo ocupado sin dificultad alguna por Chevalier con 200 Zuavos y 400 Civiles, el 7 de febrero de 1864.Durante La Revolución de 1910 el Pueblo es convertido en botín de grupos armados de uno y otro bandos, con la finalidad de obtener dinero, alimentos, armas, caballos, hospedaje y otros tipos de apoyo; no existiendo registro de hechos importantes durante este movimiento social en el que hubieran participado los Tlatlauquenses. Podemos señalar a los Generales Salvador Vega, Elpidio barrios, Federico Dinorín, y al Coronel Pascual Dinorín, destacados Revolucionarios originarios de otras Localidades pero que tenían a Tlatlauquitepec como su Centro de operaciones.
En 1699 se levantó un censo, el cual consigna 20 estancias, 583 casas y 1,500 personas. La participación de los Tlatlauquenses en los movimientos de independencia fue importante; los sacerdotes de este curato se aliaron al Generalísimo Morelos, llevando consigo buen número de efectivos, entre ellos a Don José María Fernández del Campo, presbítero que llegó a ser diputado al Congreso de Chilpancingo. Durante la Guerra de Reforma, este lugar se convirtió en centro de operaciones del General Juan Álvarez. Se le designó como Villa de Tornel en honor del General José María Tornel Mendívil, nombre que cambió por el de Tlatlauquitepec al erigirse y designársele como cabecera municipal en el año de 1895.

## Personajes Ilustres
- Joaquín Manuel Lara. Médico. Padre de los compositores Agustín Lara y María Teresa Lara.
- María Teresa Lara.- compositora de un sinnúmero de canciones que interpretó su hermano Agustín Lara (1904- 1984).
- Pedro Fernández Valdo.- Escritor y geógrafo elaboró el plano del Estado de Puebla.
- Eligio Mendoza Becerra.- astrónomo (1904- ).
- Ambrosio López del Castillo.- (1792-1875) Originario de Ilita o Pezmatlan, pertenecientes a Tlatlauquitepec, fue Cura Párroco de este lugar, a él se debe la construcción de la primera toma de agua de los nacimientos de Jalacinguito, la construcción total de las cañerías fue de 6 kilómetros, hasta ser recibido el líquido vital en la fuente colonial que aún existe en el Zócalo. También hizo el empedrado de las principales calles. Fue Canónigo y Deán de la Catedral Angelopolitana, sus restos mortales descansan en las criptas de la Catedral de Puebla.. .
- Humberto Barros, escritor constitucional, en Tlatlauqui, realizó sus estudios primarios, fue llevado por su señor Padre a la Ciudad de México al H. Colegio Militar, donde terminó sus estudios especiales en Ingeniería Militar. En la lucha de la decena trágica estuvo al lado del Señor Don Francisco I. Madero, Presidente de la República. Siempre prestó sus servicios militares al lado de prestigiados generales revolucionarios. Expatriado a la Habana donde radicó varios años, se distinguió como escritor y poeta; ahí contrajo matrimonio con la Señorita Ma. Antonieta. A su regreso a la patria fueron publicadas algunas de sus composiciones que recibieron grandes elogios. En la última lucha revolucionaria se levantó en armas contra el Gobierno constituido, en unión de otros generales. Fue fusilado en un Pueblo perteneciente a Jalapa, Ver., y sepultados sus restos en el Panteón Municipal de dicha ciudad. (1880-1928).
- Andrés Mirón, participó en la batalla del 5 de mayo de 1862, fue el primero en entrar a la Ciudad de Puebla, el 2 de abril de 1867, al mando del batallón de Tlatlauquitepec.
- Eliseo Bandala Fernández (1899-1968).
- Eduardo Ávila Parra.- Abogado (1890- ).
- Jorge Ávila Parra.- Abogado (1893-1966).
- Eduardo Guerra Salgado.- Muy joven obtuvo el título de Abogado y representó en el Congreso a su tierra natal Tlatlauquitepec. Ocupó varios cargos públicos tanto en el Estado de Puebla, en la Federación y en el Estado de Tlaxcala. Fue Diputado Federal en la época del Presidente Lázaro Cárdenas, y electo por la mayoría de la Diputación Federal Presidente del “Ala Izquierda”. Siendo aún Diputado y con estudios precisos inició la obra de la Presa Hidroeléctrica conocida como “Mexpolihui” del Municipio de Tlatlauquitepec, hoy lleva el nombre de sistema Hidroeléctrico Presidente Adolfo Ruiz Cortines en Mazatepec, Tlatlauquitepec, Pue.
- Capitán Francisco Guerrero Vargas.- Tlatlauquense, quien en 1866 recibió del Gral. Miguel Negrete el Título de Capitán, en premio de su valentía demostrada en la batalla del 5 de mayo de 1862, ya que herido de gravedad en el vientre, se sujetó éste con un gazné y continuó en la lucha sin proferir una queja hasta que ésta tocó a su fin.
- Manuel María Vargas.- (1808-1871) Originario de Tlatlauqui, Pue.; realizó sus estudios de Abogado en la Ciudad de Puebla. Fue elegido Diputado al H. Congreso Federal en el año de 1857, destacándose por su brillante actuación. Gran Filántropo, a su iniciativa se debió el desaparecido Hospital Civil (ubicado en las que ahora son instalaciones del CE.RE.SO., que más adelante llevó su nombre.

## Orografía
En el municipio confluyen tres regiones morfológicas: el extremo noreste se ubica en la porción sur oriental del declive del Golfo; la parte central de la sierra norte y el declive austral de la sierra de puebla.
La Sierra Norte o Sierra de Puebla está formada por sierras más o menos individuales, paralelas, comprimidas las unas contra las otras, formando pequeñas intermontañas que aparecen frecuentemente escalonadas hacia la costa; el declive del Golfo es septentrional de la Sierra Norte hacia la llanura costera del Golfo de México y se caracteriza por sus chimeneas volcánicas y lomas aisladas; el declive austral de la Sierra Norte es en descenso hacia los llanos de San Juan.
Los picos más importantes de esta sierra son: Las Animas, El Cabezón, Acamalotla, Coatetzin, Punta la Bandera, la Cumbre del Mirador y el cerro Tepequez. Destacan también, los cerros: Hueytepec y el Jilotépetl además del cerro de San Antonio ubicado en Oyameles.
De la sierra hacia el norte y el noroeste, el relieve desciende, aunque presenta algunos cerros aislados como el campanario.
El relieve del municipio es accidentado como característica topográfica principal, presenta un suave y después pronunciado, irregular y larguísimo declive de más de 25 kilómetros de largo que se inicia al sur en la zona montañosa de los Oyameles, presenta una altitud de más de 3000 metros sobre el nivel del mar, y culmina en la rivera del Río Apulco, a menos de 800 metros.

## Hidrografía
El municipio presenta gran cantidad de ríos que se originan al sur, lo recorren de sur a norte, se van concentrando y desembocan finalmente en el Apulco, que es una caudalosa corriente que tiene un largo recorrido por la sierra nororiental, su caudalosa corriente abastece al complejo hidroeléctrico "Adolfo Ruiz Cortines"  conformado por la presa hidroeléctrica "la Soledad" y la plata generadora de electricidad "Mazatepec, al cambiar de dirección hacia el norte, sirve de límite con Ayotoxco. Asimismo, cuenta con algunos arroyos que desembocan en el Apulco, destacan el Chalchihuapan, Coxolesco, Mina de Guadalupe, Xocololoyaco y Agua Santa. Un buen número de manantiales y un complejo sistema de acueductos van de Zaragoza a Tlatlauquitepec, de Gómez Poniente a Tzinacatepec, de Tepeteno a Yaonáhuac, de la presa a Mazatepec.
Los ríos que se originan en la parte sur del municipio, lo recorren de sur a norte hasta topar con la sierra que se levanta en la parte central entre san Agustín Chagchaltzin y el Progreso; se desvían hacia el oriente y se concentran en el Xucayucan, ya fuera del municipio, los ríos que forman el Xucayucan son: el Atemeza, Xochihuatzaloyan, Atemochicha, Jardín, Acongo, Balastrera, Tochimpa, Ajocotzingo, Comalco y Santiago.

## Clima
Por su localización y extensión, presenta una gran variedad de climas, que señala la transición entre los climas templados de la sierra norte y los cálidos del declive del golfo. Se identifican los siguientes climas:
Semifrío subhúmedo con lluvias en verano, se localiza en las áreas montañosas del sureste.
Templado subhúmedo con lluvias en verano, ocupa una franja al sur.
Templado húmedo con abundantes lluvias en verano en un área de la parte central, Templado húmedo con lluvias todo el año, en una amplia franja de la parte central.
Principales Ecosistemas
El municipio ha perdido una buena parte de su vegetación original, las zonas centro y sur muestran áreas reducidas de pino-encino y oyamel, predominando el pino colorado y el roble.
Al norte, los bosques son más abundantes, encontrándose bosque mesófilo de montaña, constituido por liquidámbar y jaboncillo. Las áreas desforestadas han sido incorporadas a la actividad agropecuaria, grandes zonas al centro y sur se dedican a la agricultura temporal. Al norte representa áreas extensas de pastizal inducido, que crecen a costa de los bosques. En fauna se cuenta con conejos, ardillas, armadillo y variedad de reptiles, y una gran variedad de aves.
Habiendo existido en el municipio, venado temazate, pumilla, tigrillo, los cuales se extinguieron por la excesiva cacería y por los desmontes.
Recursos Naturales
Bosques, minas de arena, piedra de cal, barro, arcilla roja y variedad de madera.
Características y uso del suelo
Se identifican en su territorio cuatro grupos de suelos:
- Andosol: Cubre la mayor parte del territorio del río Apulco hacia el sur.
- Litosol: Ocupa un área reducida en el extremo sureste.
- Regosol: Se localizan en un área al sureste.
- Luvisol: Cubre el norte a partir del río Apulco.

## Demografía
Pueblos indígenas

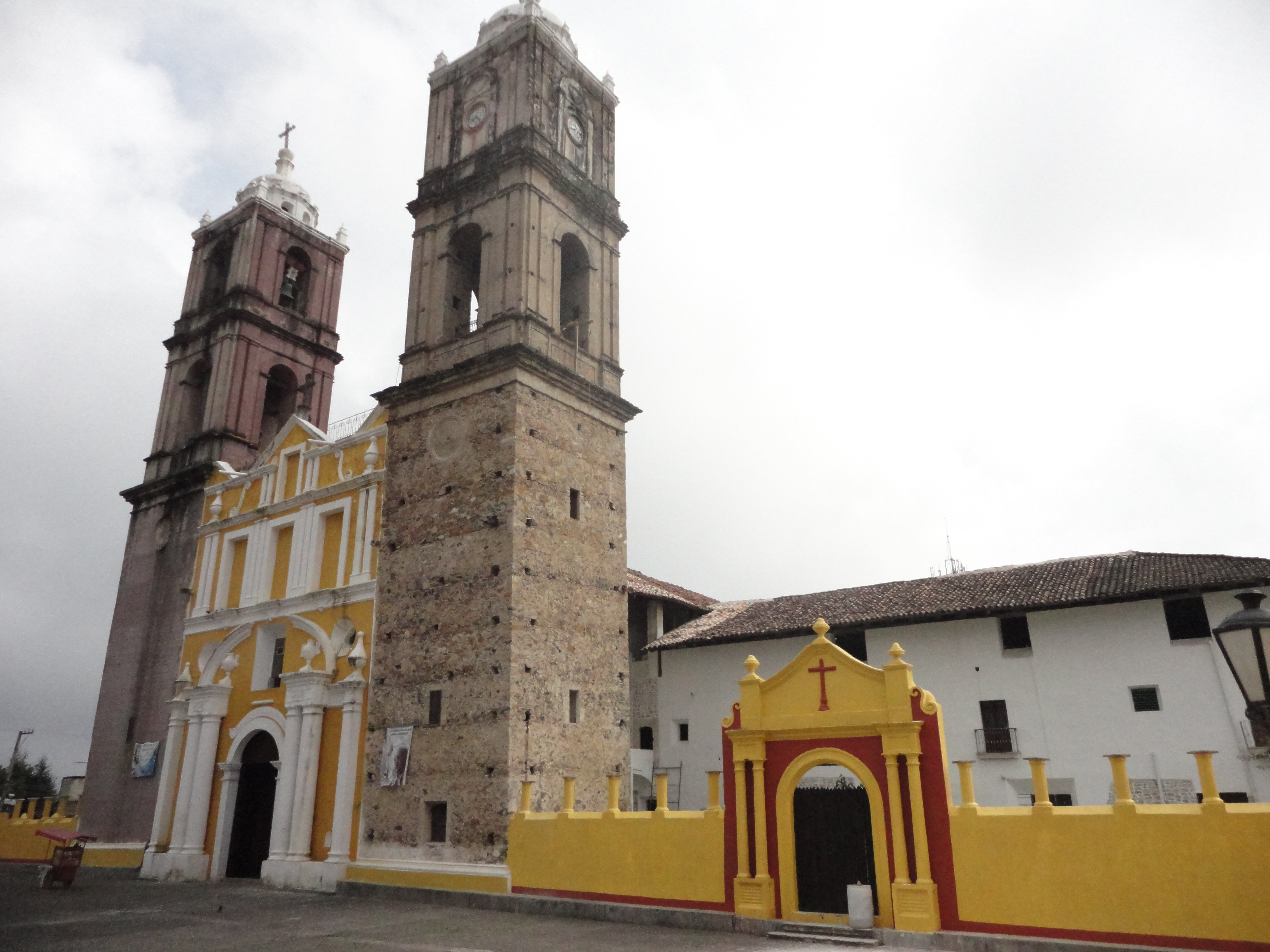
fachada de la Iglesia

Los grupos étnicos predominantes son el Náhuatl y el Totonaca.
Las lenguas indígenas más habladas son 
- Náhuatl (6,513 habitantes),
- Totonaco (59 habitantes) y
- Mazateco (25 habitantes).

Evolución demográfica
El municipio cuenta de acuerdo al conteo de población en 1995 del INEGI, con 50,634 habitantes, con una densidad de población de 206 habitantes por kilómetro cuadrado y una tasa de crecimiento anual de 3.16 %. Se calcula que para el año 2000 la población ascienda a 58,832 por lo que tendrá una densidad de 239 habitantes por kilómetro cuadrado.
Cuenta con un índice de marginación de 0.337 por lo que es considerado como alta, por lo que se ubica en el lugar 114 con relación a los demás municipios del Estado.
Tiene una tasa de natalidad de 29.6 por ciento; una tasa de mortalidad de 5.7 por ciento y una tasa de mortalidad infantil de 31.7 por ciento.
Religión
La población es mayoritariamente católica (90%), en segundo sitio lo ocupa la religión evangélica y Judíos (10%).

## Infraestructura Social y de Comunicaciones
Educación

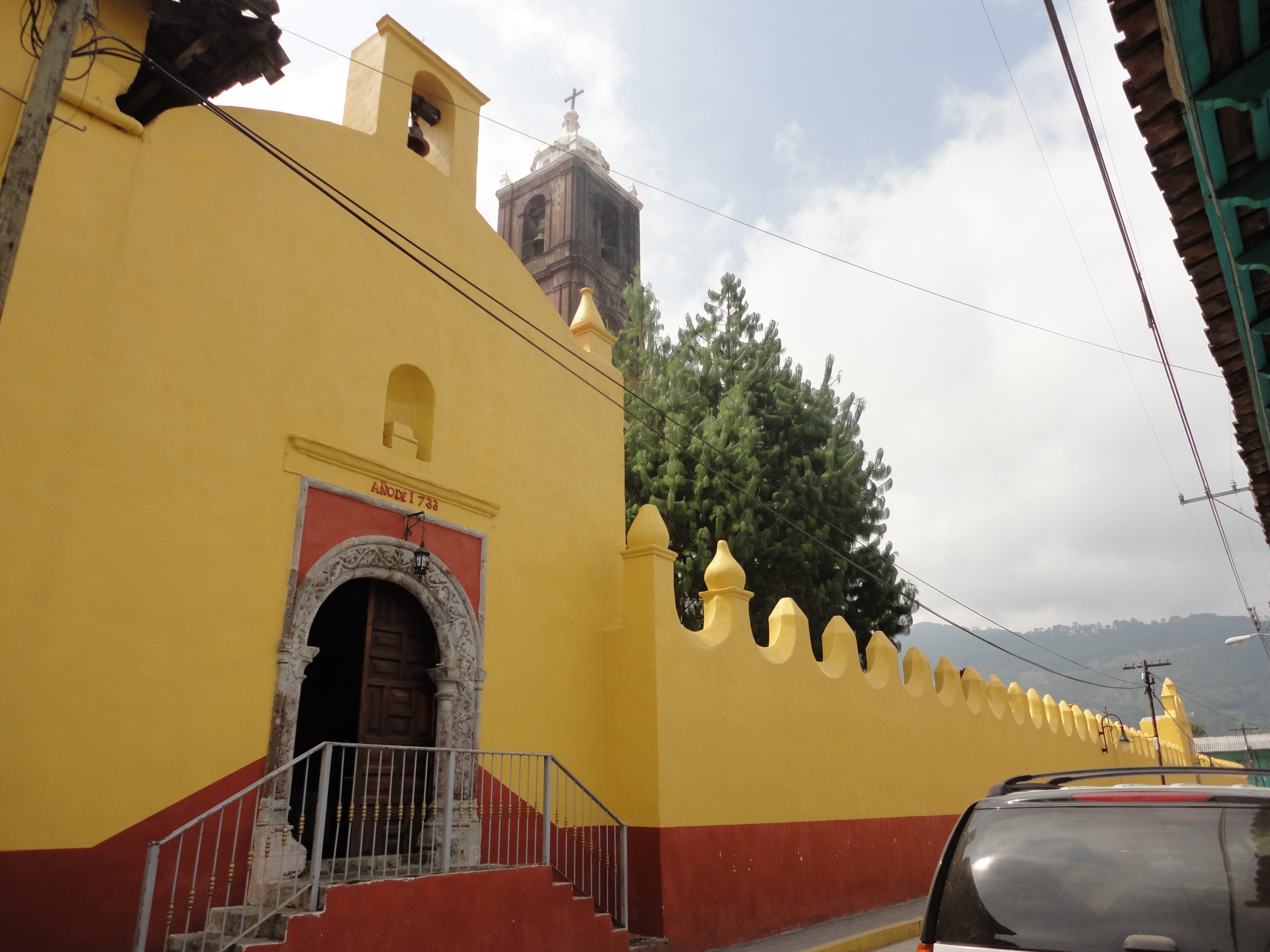
Vista exterior del atrio del Ex Convento

El municipio cuenta con una infraestructura educativa en el ciclo escolar de 1995 -96 en los siguientes niveles: Preescolar formal con 48 escuelas con una población de 1,792 alumnos, en Preescolar Indígena cuenta con 21 escuelas con 609 alumnos, en Preescolar de CONAFE se cuenta con 7 escuelas con una población de 45 alumnos; en el nivel de Primaria formal se cuenta con 48 escuelas con una población con 7,200 alumnos, en Primaria Indígena cuenta con 19 escuelas y una población de 1,690 alumnos, Primaria de CONAFE cuenta con 12 escuelas con una población de 135 alumnos; en el nivel de Secundaria se cuenta con 25 escuelas y una población de 2,658 alumnos; en el nivel de Bachillerato se cuenta con 4 escuelas con una población de 794 alumnos.
En el año 2010 se inició la gestión para la apertura de la primera escuela de nivel superior de carácter público, la cual se concretó con la creación del Instituto Tecnológico Superior de Tlatlauquitepec, que ofertó tres carreras: Licenciatura en Contaduría, Ingeniería en Acuicultura e Ingeniería en Innovación Agrícola Sustentable, iniciando operaciones el 6 de septiembre de 2010 provisionalmente en las instalaciones del Colegio de Bachilleres de la misma ciudad.
Salud
La atención a la salud en el municipio se proporciona a través de instituciones del sector oficial, que tiene una cobertura descentralizada de servicios: en asistencia social se cuenta con el IMSS- SOLIDARIDAD, SS, en cuanto a seguridad social se tiene: IMSS, ISSSTE y el ISSSTEP únicamente consultas, Unidad médico rural IMSS-COPLAMAR-ISSSTE, Centro de Salud tipo "B", Centro de Salud BUAP, Hospital particular. Así mismo se cuenta con 47 casas de salud.
La atención a la salud en el municipio se proporciona a través de instituciones del sector oficial, que tiene una cobertura descentralizada de servicios: en asistencia social se cuenta con el IMSS- SOLIDARIDAD, SS, en cuanto a seguridad social se tiene: IMSS, ISSSTE y el ISSSTEP únicamente consultas, Unidad médico rural IMSS-COPLAMAR-ISSSTE, Centro de Salud tipo "B", Centro de Salud BUAP, Hospital particular. Así mismo se cuenta con 47 casas de salud.
Abasto
Cuenta con: 11 tiendas DICONSA , un mercado municipal, un Tianguis los días jueves, centros de acopio de granos, frutas, forrajes, bodega aurrera,Coppel,Electra y Oxxo.
Deportes
En lo que respecta a la recreación y al deporte, se cuenta con infraestructura como campos y canchas deportivas con acceso libre al público y algunos lugares cuentan con espacios recreativos que cubren en lo general la demanda.
Vivienda

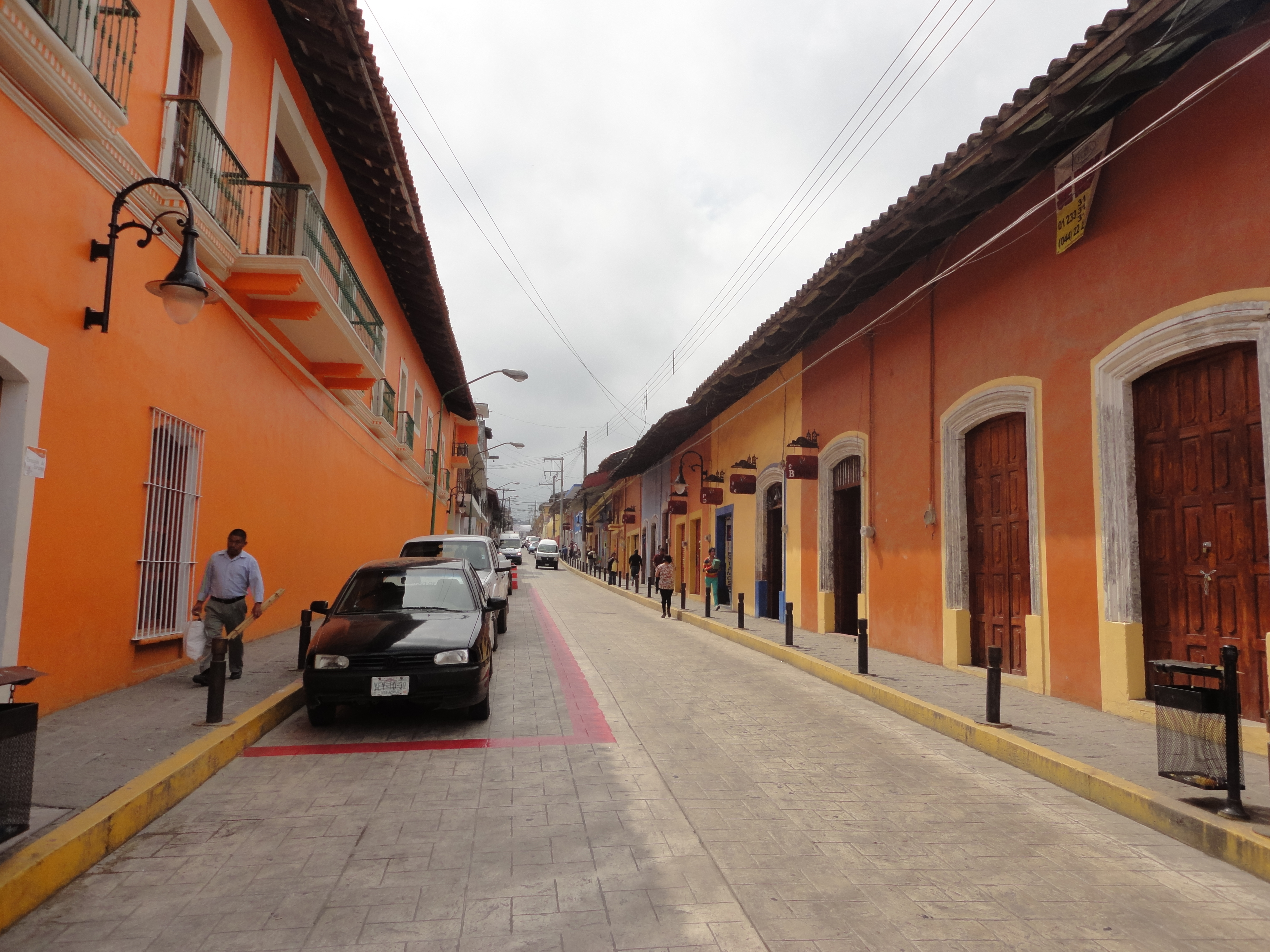
Vista de las calles del centro

Los habitantes del municipio de Tlatlauquitepec se alojan en 8,699 viviendas, habitadas. El material utilizado para su construcción en techos paredes y pisos es de losa de concreto, tabique, ladrillo, block, piedra, cemento o firme.
Medios de Comunicación
En el Municipio se recibe la señal de cadenas de T.V. y estaciones radiodifusoras locales, Estatales y Nacionales.
Correos: el municipio cuenta con una oficina de administración, ubicada en la ciudad de Tlatlauquitepec y dos agencias de correos localizadas en Mazatepec y Oyameles.
Telégrafos: Este servicio es proporcionado por una oficina de administración, ubicada en la Ciudad de Tlatlauquitepec.
El servicio de transporte en el municipio es prestado por la línea Vía, el servicio de taxi y rutas suburbanas.
Vías de comunicación
Una carretera estatal atraviesa el municipio de norte a centro, hasta llegar a la cabecera municipal, en donde entronca con la carretera federal número 129, que lo ubica con el resto del Estado, de la misma cabecera parte una carretera secundaria que llega a Zacapoaxtla; otra procedente de Cuetzálan del Progreso, cruza el municipio por el norte, el resto del territorio se encuentra comunicado por caminos de terracería y brecha.
La autopista 129D que cruza por la parte sur del municipio y que conecta de forma rápida y segura hacia Puebla y Teziutlán.
-(R)-

## Lugares Turísticos

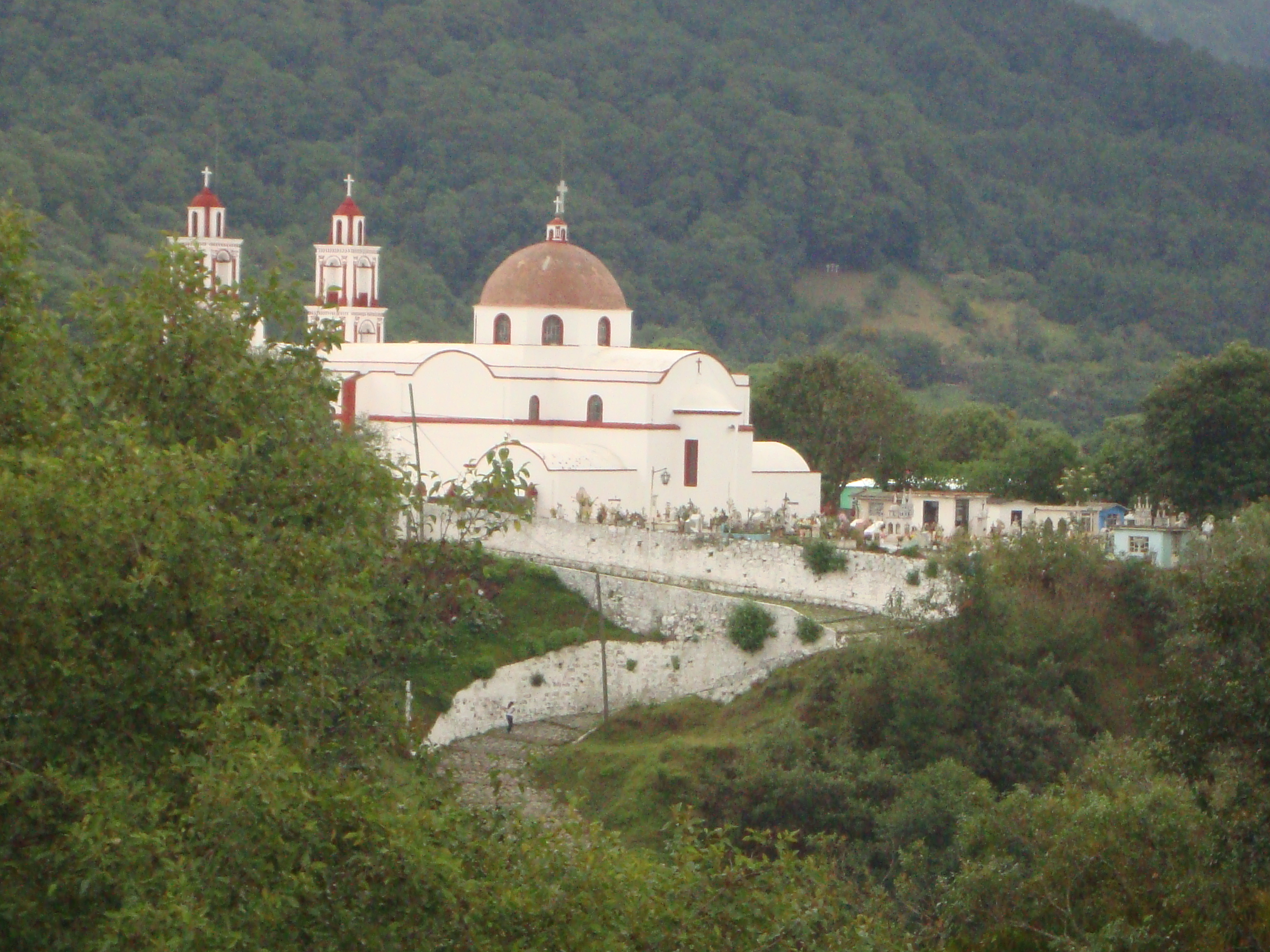
Santuario del señor de Huaxtla.

- Ex-convento franciscano de Santa María Tlatlauquitepec, primer convento de paso en América, iniciado en 1531, uno de los mejores conservados en todo México.

- Cerro Cabezón, llamado antiguamente el Tlatlauquitepetl, pues durante las mañanas despejadas gracias al color de la roca y los rayos del sol se logra observar un color rojizo.
- Mirador del Cerro Cabezón y Cristo rey, se encuentran en la cima de este cerro, desde la cual es posible apreciar los pueblos que rodean a Tlatlauquitepec, como: Atempan, Teteles de Ávila Castillo, Hueyapan y Yaonahuac.

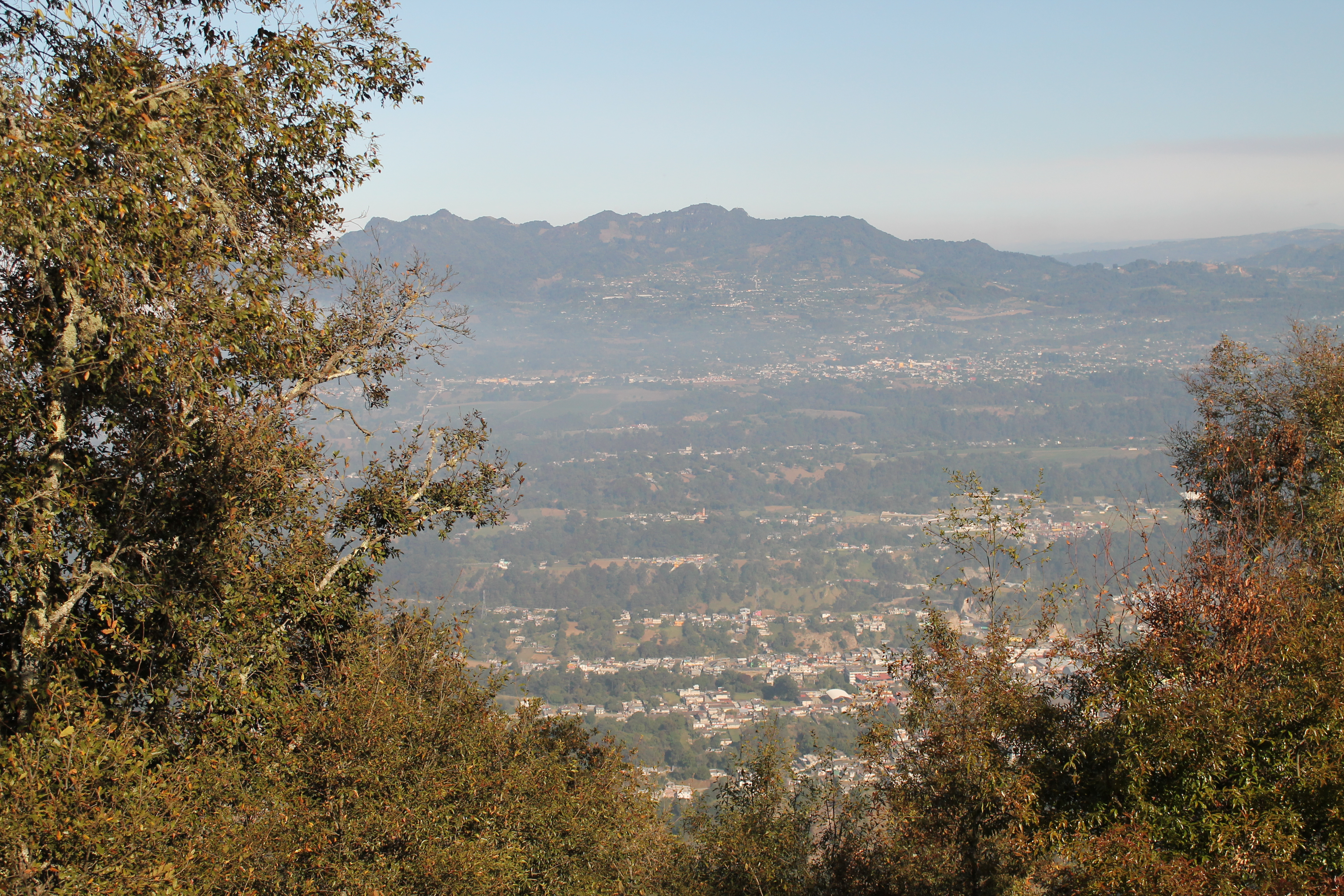
Panorámica de Tlatlauquitepec

- Camino Caracol: antiguo camino que lleva de Huaxtla hasta la cima del Cabezón, es posible ver algunas partes empedradas.
- Xiliaco, Huaxtla (Lugar de Axiles o Acociles): pequeño manantial que se nutre de las aguas del cerro cabezón.
- Santuario del señor de Huaxtla: en el cual se encuentra la figura del mismo nombre, que se cree muy milagrosa.
- Calzada empedrada de Huaxtla: ejemplo de como debieron ser las calles antiguas de Tlatlauquitepec, en ella se realiza el Vía Crucis saliendo de Huaxtla al ex-convento franciscano.Iglesia y exconvento de Santa María Tlatlauquitepec.

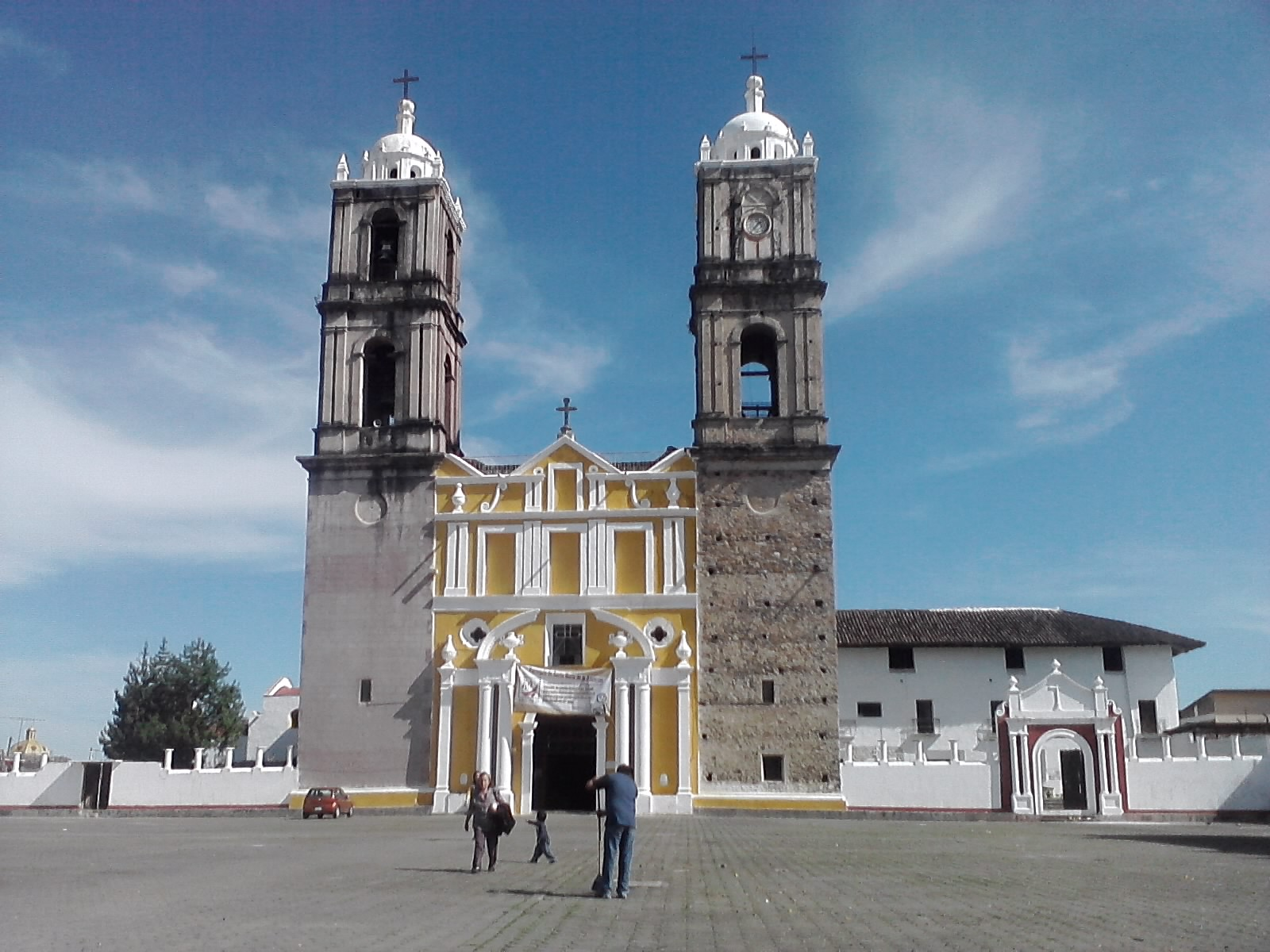
Iglesia y exconvento de Santa María Tlatlauquitepec.

- Numerosas cascadas: del cerro de Guadalupe, Puxtla, Xiucayucan, entre otras.
- Cueva del tigre en Mazatepec, y varias en Tepehican.
- Varios puentes construidos en el siglo XVIII: el de Huaxtla, el de entrada a Tlatlauquitepec, Xiucayucan, Pezmatlan, Analco, etc.
- Zócalo y portales.
- La fuente ubicada en el zócalo, la cual era abastecida por un acueducto que venia desde Contla.
- Iglesia del Sagrado Corazón de Jesús, antes de San Francisco de Paula.
- Presa de la Soledad.
- Tirolesas en el área del cerro Cabezón.
- Centro Vacacional Hueytepec.
- Iglesia de Nuestra Señora de Guadalupe ubicada en la comunidad de Ocota en la parte sur del municipio, construida en el siglo XIX terminada en el año de 1853.
- Las numerosas iglesias que datan de los siglos XVII-XIX.

## Gastronomía
Famosa región se encuentra Tlatlauquitepec, los vinos de frutas como la pera, manzana, capulin, nuez, ictamo y toronjil son muy famosos; los dulces caseros como: el manjar, los gaznates, jamoncillos, cocadas, higos, dulces de calabaza y chilacayote, macarrones, pepitorias y merengues.
La comida es representada por los moles muy picosos del área de Xonocuautla, de guajolote y pollo criado ancestralmente; el pollo ahumado originario de la región de Mazatepec; los tamales hechos con hoja de maíz o pictes con  hoja de milpa; el mole de torta de camarón; espinazo de cerdo en chilpozonte con quintoniles; chayoteste capeado en caldillo; hongos en caldillo con epazote; guías de chicharo y chayoquelite en caldo con ajo; comida nocturna como las garnachas, tostadas, tacos dorados y Tlayoyos, sin olvidar la barbacoa de carnero en Oyameles.

## Fiestas religiosas
- Gómez Poniente: 16 de abril

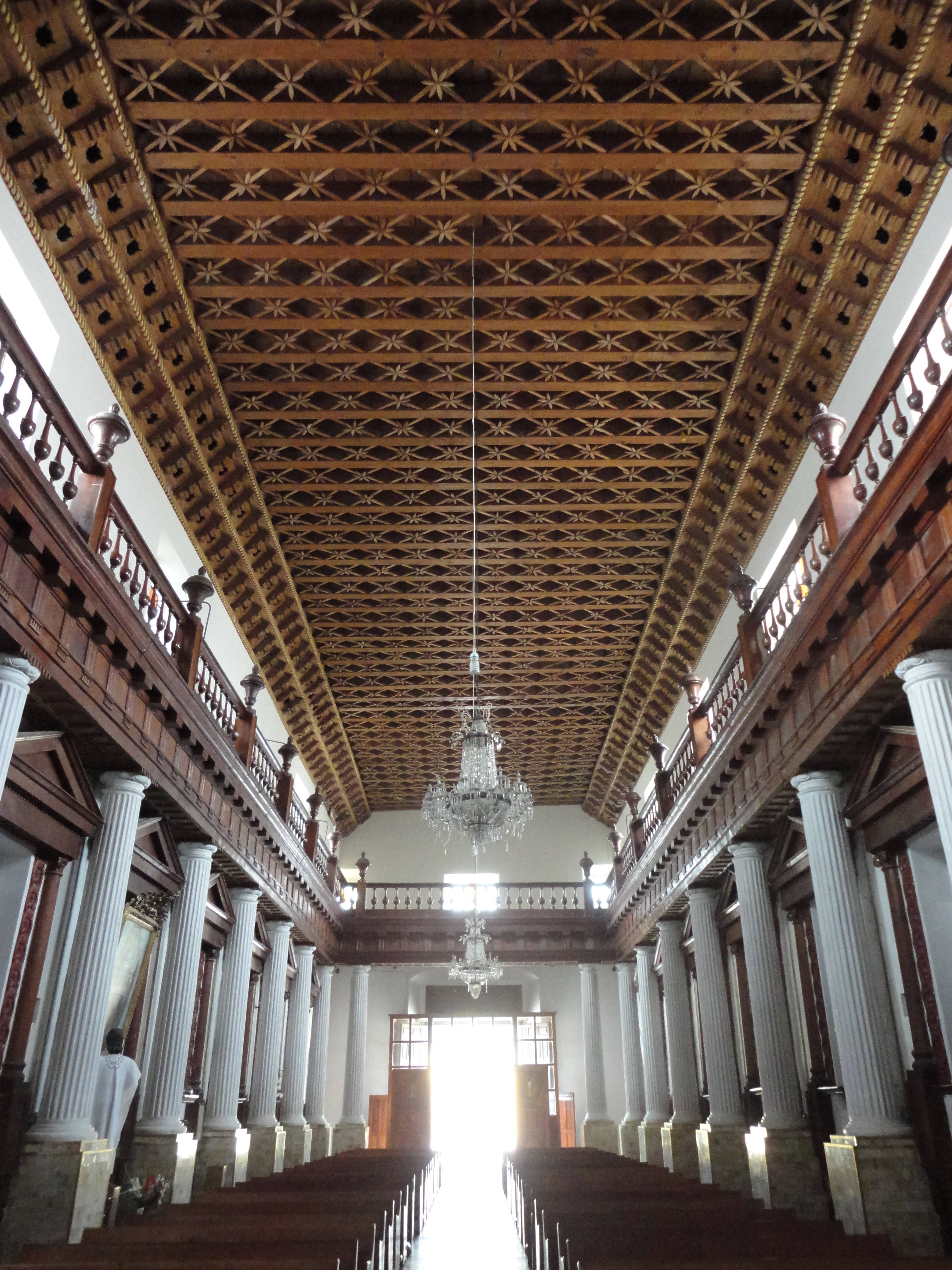
Interior de la Iglesia

- Gómez Oriente: 19 de marzo san José
- Tatauzoquico: 19 de marzo.
- El Mirador 15 de mayo
- Tochimpa: 13 de junio.
- Jiliapa: 9 de febrero.
- Ocotlan: 9 de febrero.
- Contla: 16 de julio.
- El Carmen Ilita: 16 de julio.
- Ilita: Primer Lunes de agosto.
- Analco: Tercer Lunes de agosto.
- Tlatlauquitepec: 15 de agosto.
- Totomoxtla:  (Jalacinguito) 25 de agosto.
- Ocota-Tzinacantepec: 9 al 12 de Diciembre
- Oyameles:Del 8 al 12 de Diciembre
- Huaxtla: Al Señor crucificado. Tercera semana de enero y primera de julio.
- Acocogta: En diciembre se celebra a la Virgen de Guadalupe.
- Tepeteno: El 21 de junio. San Luis Gonzaga.
- El progreso:24 de junio
- El Cerrito de Guadalupe: 12 de diciembre, en honor a la Virgen de Guadalupe.
- Xonocoutla: 25 de marzo